# George Harrison/Konzerte und Tourneen
Die folgende Auflistung behandelt Liveauftritte des britischen Musikers George Harrison nach der Trennung der Beatles, 1970 bis zu seinem letzten Auftritt 1992. Nicht aufgeführt werden Fernsehauftritte. Als Quelle dient vor allem das Buch von Chip Madinger, Mark Easter: Eight Arms to Hold You. The Solo Beatles Compendium. Von George Harrison gibt es mit The Concert for Bangla Desh (1971) und Live in Japan (1991) zwei vollständige Livealben, die veröffentlicht wurden, weiterhin wurden einzelne Lieder der 1974er North American Tour oder einzelne Musikvideos der 1991er Japan Tour veröffentlicht.
Konzerte von Harrison, die auf Bootlegs erschienen sind, werden beim jeweiligen Auftrittsort erwähnt, Quelle ist wiederum das Buch Chip Madinger, Mark Easter: Eight Arms to Hold You. The Solo Beatles Compendium.

## Concert for Bangla Desh-1971

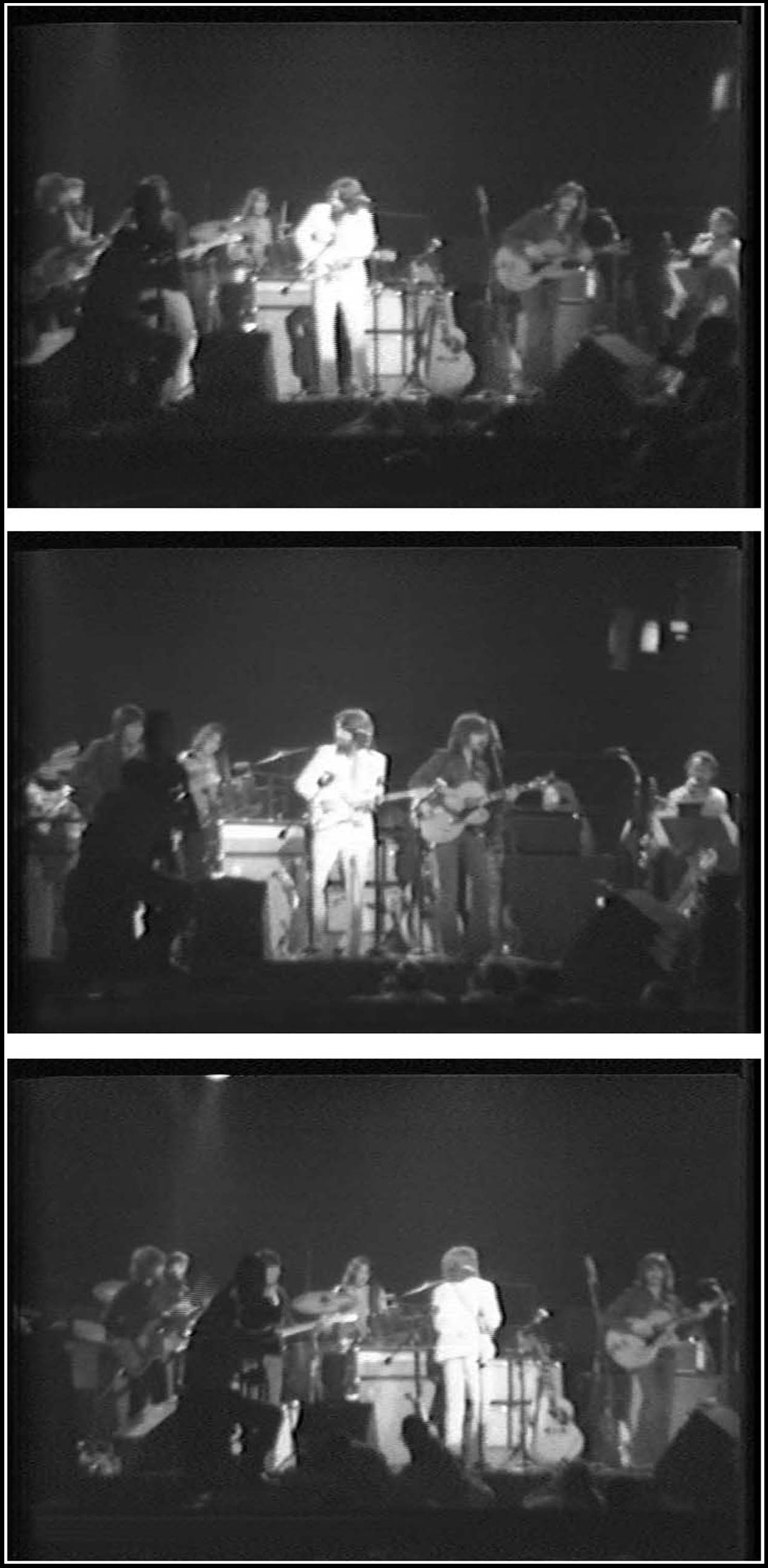
Konzert für Bangladesh. In der Bildmitte George Harrison im weißen Anzug, rechts neben ihm Eric Clapton.

### Besetzung
- George Harrison – Gesang, E-Gitarre, Akustikgitarre
- Eric Clapton – E-Gitarre
- Bob Dylan – Gesang, Gitarre, Mundharmonika
- Billy Preston – Gesang, Keyboard
- Leon Russell – E-Bass, Klavier, Gesang
- Ringo Starr – Schlagzeug, Gesang, Tamburin
- Ravi Shankar – Sitar
- Ustad Ali Akbar Khan – Sarod
- Ustad Alla Rakha – Tabla
- Kamala Chakravarty – Tambura
- Jesse Ed Davis – Gitarre
- Tom Evans – Akustikgitarre
- Pete Ham – Akustikgitarre
- Mike Gibbins – Tamburin
- Jim Keltner – Schlagzeug
- Joey Molland – Akustikgitarre
- Don Preston – Gitarre, Hintergrundgesang
- Carl Radle – E-Bass
- Klaus Voormann – E-Bass
- Don Nix – Hintergrundsänger
- Jo Green – Hintergrundsänger
- Jeanie Greene – Hintergrundsängerin
- Marlin Greene – Hintergrundsänger
- Dolores Hall – Hintergrundsängerin
- Claudia Linnear – Hintergrundsängerin
- Jim Horn – Blasinstrumente
- Allan Beutler – Blasinstrumente
- Chuck Findley – Blasinstrumente
- Jackie Kelso – Blasinstrumente
- Lou McCreary – Blasinstrumente
- Ollie Mitchell – Blasinstrumente

### Erläuterungen
George Harrison organisierte im Jahr 1971 zusammen mit Ravi Shankar das Konzert für Bangladesch, das am 1. August 1971 im Madison Square Garden in New York als Nachmitags- und Abendveranstaltung vor insgesamt 40.000 Zuschauern stattfand. Neben Harrison traten unter anderem Ringo Starr, Billy Preston, Eric Clapton und Bob Dylan auf. Weitere Künstler, die für das Konzert eingeladen worden waren, sagten im Vorwege ab, wie Paul McCartney, oder hatten wie Mick Jagger Probleme mit ihrem Visum. Mit John Lennon soll es Unstimmigkeiten über die Teilnahme seiner Ehefrau Yoko Ono gegeben haben, sodass auch er nicht auftrat. Das Konzert, die Vermarktung als Dreifach-Langspielplatte sowie der Kinofilm waren ein finanzieller Erfolg und dienten als Vorlage für weitere Benefizkonzerte in den kommenden Jahrzehnten. Bedingt durch rechtliche Probleme, da die teilnehmenden Künstler bei verschiedenen Schallplattenfirmen unter Vertrag standen, verzögerte sich der Veröffentlichungstermin auf den Dezember 1971 in den USA. In Europa erschien das Dreifach-Album The Concert for Bangla Desh erst nach Weihnachten im Januar 1972. Der Konzertfilm kam im März 1972 in die Kinos. Ravi Shankar und George Harrison erhielten am 5. Juni 1972 von der UNICEF die Auszeichnung: The Child is the Father of the Man. Im Vorwege des Konzerts erschien im Juli 1971 die Single Bangla Desh.

### Setliste
1. Bangla Dhun (Ravi Shankar)
gespielt von Ravi Shankar und Band
2. Wah-Wah
3. Something
4. Awaiting on You All
5. That’s The Way God Planned It (Billy Preston)
gesungen von Billy Preston
6. It Don’t Come Easy (Richard Starkey)
gesungen von Ringo Starr
7. Beware of Darkness
8. While My Guitar Gently Weeps
9. Jumpin’ Jack Flash (Mick Jagger, Keith Richards)
gesungen von Leon Russell
10. Young Blood (Jerry Leiber, Mike Stoller, Doc Pomus)
gesungen von Leon Russel
11. Here Comes the Sun
12. A Hard Rain’s a-Gonna Fall (Bob Dylan)
gesungen von Bob Dylan
13. Blowin’ in the Wind (Dylan)
14. It Takes a Lot to Laugh, It Takes a Train to Cry (Dylan)
gesungen von Bob Dylan
15. Love Minus Zero/No Limit (Dylan)
gesungen von Bob Dylan (nur Nachmittags-Show)
16. Just Like a Woman (Dylan)
gesungen von Bob Dylan
17. Hear Me Lord
(nur Nachmittags-Show)
18. My Sweet Lord
19. Bangla Desh

## North American Tour-1974

### Besetzung
George Harrison-Band:
- George Harrison – Gesang, E-Gitarre, Akustische Gitarre
- Billy Preston – Gesang, Orgel, Clavinet, Synthesizer, Hintergrundgesang
- Tom Scott – Saxophon, Flöte
- Robben Ford – E-Gitarre, Akustische Gitarre, Hintergrundgesang
- Jim Horn – Saxophon, Flöte
- Chuck Findley – Trompete, Flöte
- Emil Richards – Marimba, Perkussion
- Willie Weeks – E-Bass
- Andy Newmark – Schlagzeug
- Jim Keltner – Schlagzeug (ab 27. November)
- Kumar Shankar – Perkussion, Hintergrundgesang

Ravi Shankar-Band:
- Ravi Shankar – Sitar
- Lakshmi Shankar – Gesang, Swarmandal
- Alla Rakha – Tabla
- T. V. Gopalakrishnan – Gesang, Mridangam, Kanjira
- Hariprasad Chaurasia – Bansuri
- Shivkumar Sharma – Santoor, Hintergrundgesang
- Kartick Kumar – Sitar
- Sultan Khan – Sarangi
- Gopal Krishan – Vichitra Veena, Hintergrundgesang
- L. Subramaniam – Indische Violine
- Satyadev Pawar – Indische Violine
- Rijram Desad – Pakhavaj, Dholki, Naqareh, Udukai, Duff
- Kamalesh Maitra – Tabla, Duggi, Madal
- Harihar Rao – Khartal, Manjira, Dholak, Gubguba, Hintergrundgesang
- Viji Shankar – Tambura, Hintergrundgesang

### Erläuterungen

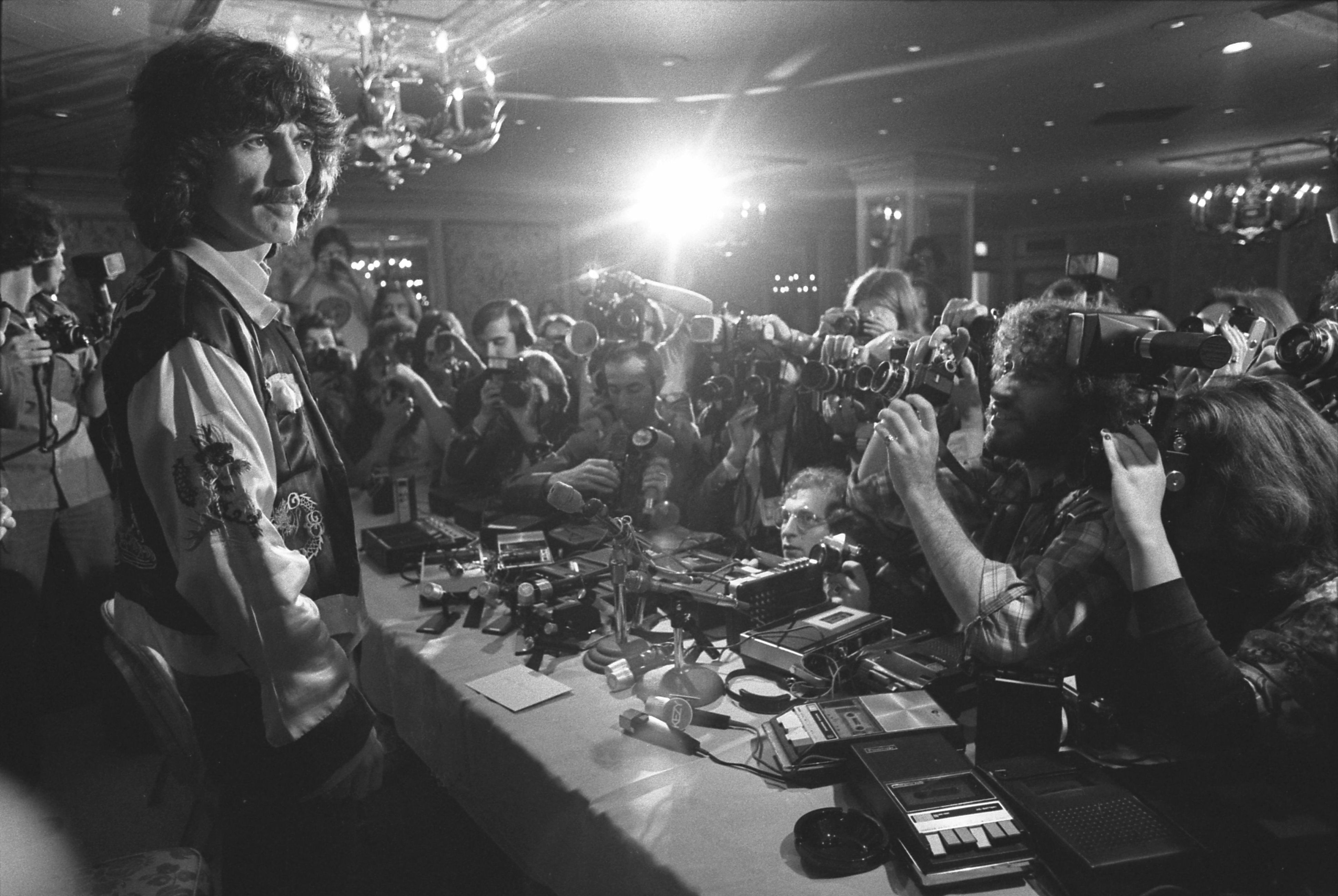
George Harrison während einer Pressekonferenz zur Tour, 25. Oktober 1974

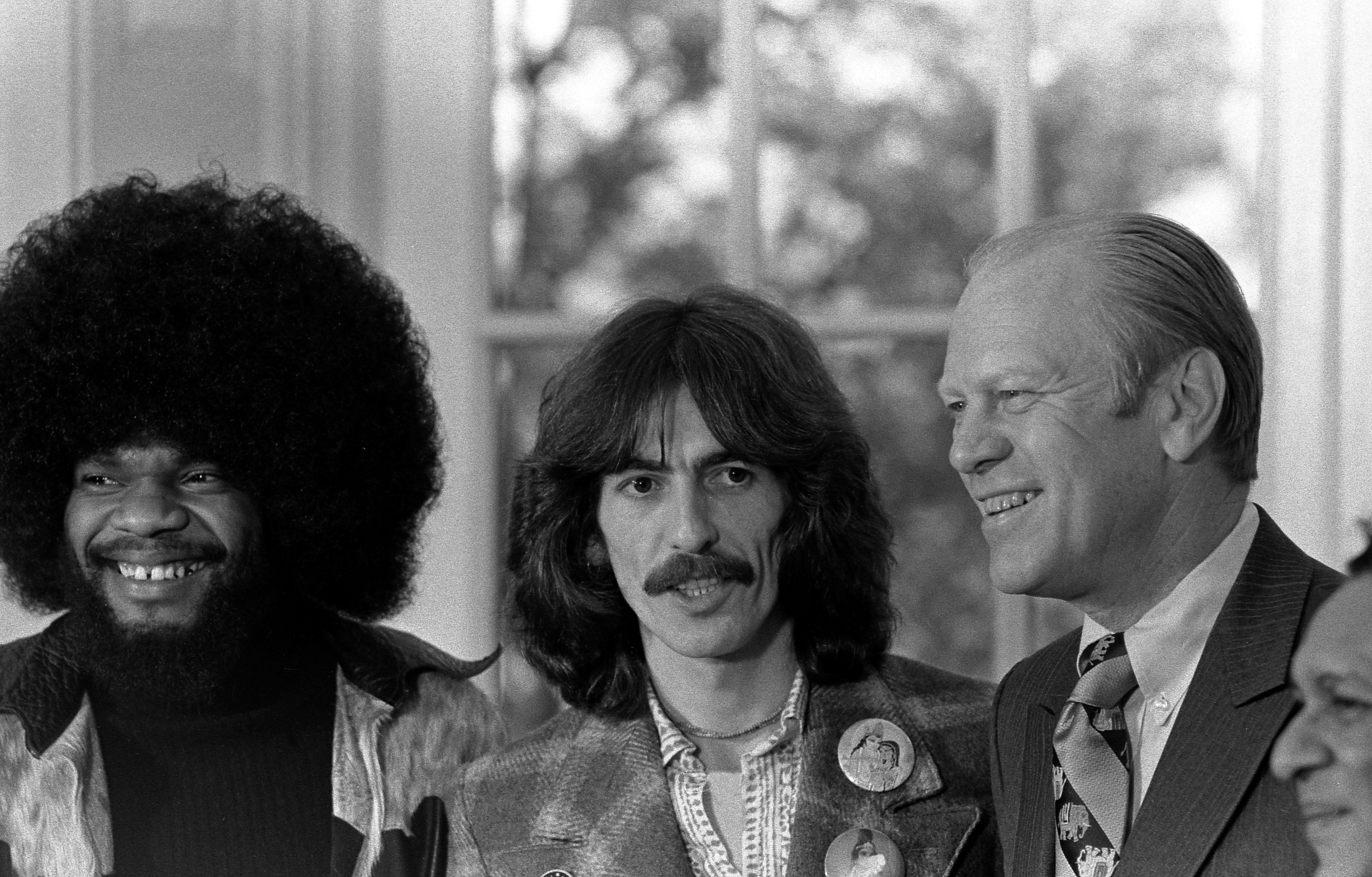
George Harrison mit Billy Preston (links), US-Präsident Gerald Ford (rechts) und Ravi Shankar (ganz rechts), 13. Dezember 1974

Zwischen dem 2. November und 20. Dezember 1974 war Harrison erstmals auf einer Solo-Tournee. Der weitere Hauptmusiker war Ravi Shankar, Billy Preston und Tom Scott hatten weitere Soloauftritte. Harrison und Shankar hatten jeweils eigene Bands. Während der Konzerte in Nordamerika traten die beiden Ensembles getrennt und als Einheit auf. Es wurden 45 Konzerte in 26 Städten in Nordamerika durchgeführt, wobei an einigen Tagen zwei Konzerte stattfanden. Negativ wirkte sich aus, dass Harrison an einer Kehlkopfentzündung erkrankt war, worunter sein Gesang stark litt, was auch auf seinem nachfolgenden Album Dark Horse (Dezember 1974) zu hören ist. Die musikalischen Beiträge von Ravi Shankar wurden vom Publikum nicht immer positiv aufgenommen, hinzu kam, dass die Medien der Tour eher ablehnend gegenüber standen. Während der Tournee, am 13. Dezember 1974, besuchte Harrison unter anderen mit Billy Preston und Ravi Shankar den US-Präsidenten Gerald Ford.
Die Tour 1974 war die erste in Nordamerika eines ehemaligen Mitglieds der Beatles seit dem Besuch der Band im Jahr 1966. In seiner Setlist für die Tour nahm Harrison nur vier Beatles-Songs auf: seine Eigenkompositionen Something, While My Guitar Gently Weeps und For You Blue sowie den Lennon-McCartney-Song In My Life. John Lennon und Paul McCartney besuchten jeweils ein Konzert gegen Ende der Tour. Harrison hatte nach Beendigung der Tournee keine Ambitionen wieder auf Tour zu gehen.
Eine Veröffentlichung der Konzertaufnahmen auf Langspielplatte oder Film erfolgte bisher nicht (Stand August 2025). Im Februar 1988 erschien Songs By George Harrison, das eine EP mit vier Titel beinhaltet, einer ist For You Blue (Recorded live in Washington DC, December 1974), 1992 folgte Songs by George Harrison Two mit Hari's On Tour Express (Live)

### Setliste
Die Reihenfolge der Lieder variierte während der Tour:
1. Hari's on Tour (Express) (George Harrison)
2. The Lord Loves the One (That Loves the Lord) (Harrison)
nur beim ersten Konzert gespielt
3. Something (Harrison)
4. While My Guitar Gently Weeps (Harrison)
5. Will It Go Round in Circles (Billy Preston)
gesungen von Billy Preston
6. Sue Me, Sue You Blues (Harrison)
7. Who Can See It (Harrison)
nur beim ersten Konzert gespielt
8. Zoom, Zoom, Zoom (Ravi Shankar)
gespielt von Ravi Shankar
9. Jai Sri Kalij (Shankar)
gespielt von Ravi Shankar
10. Naderdani (Shankar)
gespielt von Ravi Shankar
11. Vachaspati (Shankar)
gespielt von Ravi Shankar
12. Anourag (Shankar)
gespielt von Ravi Shankar
13. Dispute and Violence (Shankar)
gespielt von Ravi Shankar
14. I Am Missing You (Shankar)
gespielt von Ravi Shankar
15. For You Blue (Harrison)
16. Give Me Love (Give Me Peace on Earth) (Harrison)
17. Sound Stage of Mind (Jam)
18. In My Life (Lennon/McCartney)
19. Tom Cat (Tom Scott)
gespielt von Tom Scott
20. Māya Love (Harrison)
21. Outa-Space (Preston)
gesungen von Billy Preston
22. Dark Horse (Harrison)
23. Nothing from Nothing (Preston)
gesungen von Billy Preston
24. What Is Life (Harrison)
25. My Sweet Lord (Harrison)

### Konzerte
| Datum                                                               | Stadt                       | Land   | Auftrittsort                          |
| ------------------------------------------------------------------- | --------------------------- | ------ | ------------------------------------- |
| 2. November 1974 (wurde auf Audiobootleg veröffentlicht)            | Vancouver, British Columbia | Kanada | Pacific Coliseum                      |
| 4. November 1974 (wurde auf Audiobootleg veröffentlicht)            | Seattle, Washington         | USA    | Seattle Center Coliseum               |
| 6. November 1974 (wurde auf Audiobootleg veröffentlicht)            | Daly City, Kalifornien      | USA    | Cow Palace                            |
| 7. November 1974                                                    | Daly City, Kalifornien      | USA    | Cow Palace                            |
| 8. November 1974 (2 Shows)                                          | Oakland, Kalifornien        | USA    | Oakland–Alameda County Coliseum Arena |
| 10. November 1974 (wurde auf Audiobootleg veröffentlicht)           | Long Beach, Kalifornien     | USA    | Long Beach Arena                      |
| 11. November 1974                                                   | Inglewood, Kalifornien      | USA    | The Forum                             |
| 12. November 1974 (2 Shows)                                         | Inglewood, Kalifornien      | USA    | The Forum                             |
| 14. November 1974 (2 Shows)                                         | Tucson, Arizona             | USA    | Tucson Convention Center              |
| 16. November 1974                                                   | Salt Lake City, Utah        | USA    | Salt Palace                           |
| 18. November 1974 (2 Shows)                                         | Denver, Colorado            | USA    | Denver Coliseum                       |
| 20. November 1974 (wurde auf Audiobootleg veröffentlicht)           | St. Louis, Missouri         | USA    | St. Louis Arena                       |
| 21. November 1974                                                   | Tulsa, Oklahoma             | USA    | Tulsa Assembly Center                 |
| 22. November 1974 (wurde auf Audiobootleg veröffentlicht)           | Fort Worth, Texas           | USA    | Fort Worth Convention Center          |
| 24. November 1974 (2 Shows)                                         | Houston, Texas              | USA    | Hofheinz Pavilion                     |
| 26. November 1974 (wurde auf Audiobootleg veröffentlicht)           | Baton Rouge, Louisiana      | USA    | LSU Assembly Center                   |
| 27. November 1974                                                   | Memphis, Tennessee          | USA    | Mid-South Coliseum                    |
| 28. November 1974 (2 Shows) (wurde auf Audiobootleg veröffentlicht) | Atlanta, Georgia            | USA    | Omni Coliseum                         |
| 30. November 1974 (2 Shows) (wurde auf Audiobootleg veröffentlicht) | Chicago, Illinois           | USA    | Chicago Stadium                       |
| 4. Dezember 1974 (2 Shows)                                          | Detroit, Michigan           | USA    | Detroit Olympia                       |
| 6. Dezember 1974 (2 Shows)                                          | Toronto, Ontario            | Kanada | Maple Leaf Gardens                    |
| 8. Dezember 1974 (2 Shows)                                          | Montreal, Quebec            | Kanada | Montreal Forum                        |
| 10. Dezember 1974 (2 Shows)                                         | Boston, Massachusetts       | USA    | Boston Garden                         |
| 11. Dezember 1974 (wurde auf Audiobootleg veröffentlicht)           | Providence, Rhode Island    | USA    | Amica Mutual Pavilion                 |
| 13. Dezember 1974 (2 Shows) (wurde auf Audiobootleg veröffentlicht) | Landover, Maryland          | USA    | Capital Centre                        |
| 15. Dezember 1974 (2 Shows) (wurde auf Audiobootleg veröffentlicht) | Uniondale, New York         | USA    | Nassau Coliseum                       |
| 16. Dezember 1974                                                   | Philadelphia, Pennsylvania  | USA    | Spectrum                              |
| 17. Dezember 1974 (2 Shows)                                         | Philadelphia, Pennsylvania  | USA    | Spectrum                              |
| 19. Dezember 1974                                                   | New York City               | USA    | Madison Square Garden                 |
| 20. Dezember 1974 (2 Shows) (wurde auf Audiobootleg veröffentlicht) | New York City               | USA    | Madison Square Garden                 |

## Prince’s Trust Concert-1987
Am 5. und 6. Juni 1987 trat George Harrison in der Wembley Arena im Rahmen des Prince’s Trust Concert in London mit anderen Musikern (Eric Clapton, Jeff Lynne, Elton John und Phil Collins) auf und sang die Lieder Here Comes the Sun und While My Guitar Gently Weeps. Bei With a Little Help from My Friends spielte Harrison mit Ringo Starr. Die drei Lieder wurden im August 1987 auf dem Album Recorded Highlights of the Prince’s Trust Concert veröffentlicht.

## Japan Tour-1991

### Besetzung
- George Harrison – Gesang, E-Gitarre, Akustische Gitarre
- Eric Clapton – Gesang, E-Gitarre, Akustische Gitarre, Hintergrundgesang
- Andy Fairweather Low – Rhythmusgitarre, Hintergrundgesang
- Nathan East – E-Bass, Hintergrundgesang
- Chuck Leavell – Klavier, Hammondorgel, Keyboard, Hintergrundgesang
- Greg Phillinganes – Keyboard, Hintergrundgesang
- Steve Ferrone – Schlagzeug
- Ray Cooper – Perkussion, Schlagzeug
- Katie Kissoon – Hintergrundgesang
- Tessa Niles – Hintergrundgesang

### Erläuterungen
George Harrison stimmte dem Vorschlag von Eric Clapton zu, eine Tournee durch Japan zu absolvieren. Die gemeinsame Tournee umfasste zwölf Konzerte in sieben Städten, zwischen dem 1. und dem 17. Dezember 1991, und war zugleich Harrisons zweite und letzte Solo-Tournee. Eric Clapton sagte dazu: „Ich stellte ihm die Idee vor und er war erfreut und verängstigt zugleich. Er war wirklich zu Tode erschrocken. Er änderte seine Meinung etwa fünf verschiedene Male.“ Während der Konzerte wurden 19 Lieder von George Harrison und im Mittelteil vier Titel von Eric Clapton gespielt. Tickets für die Tourdaten, die als „Rock Legends: George Harrison live with Eric Clapton and his band“ angekündigt wurden, gingen am Sonntag, den 20. Oktober 1991 in den Verkauf. Zwischen dem 4. und 24. November 1991 wurden die Konzertvorbereitungen in Großbritannien in den Bray Studios in Berkshire durchgeführt. Am 12. November besuchte ein Filmteam des japanischen Fernsehsenders NHK TV das Set, um eine Vorschau aufzunehmen, die am 24. November während der Subarasiji Nakamatati Show gezeigt wurde. George Harrison sagte während der Sendung: „Es wird etwas Besonderes für mich sein, denn es wird die Tour sein, die entscheiden wird, ob ich weiter touren will oder nicht.“ Eine ursprünglich angedachte Folgetour durch Nordamerika wurde nicht mehr realisiert, sodass die Japan-Tour seine letzte sein sollte, während Eric Clapton sich im nächsten Jahr auf eine Welttournee begab. Das entsprechende Album Live in Japan mit Eric Clapton, das Juli 1992 erschien, wurde kein kommerzieller Erfolg.
Auf der DVD The Dark Horse Years 1976–1992 wurden Konzertfilmaufnahmen von vier Liedern veröffentlicht (Cheer Down, Devil’s Radio, Cloud 9 und Taxman), was darauf schließen lässt, dass noch weitere Filmaufnahmen von der Japantournee existieren.

### Setliste
1. I Want to Tell You
2. Old Brown Shoe
3. Taxman
4. Give Me Love (Give Me Peace on Earth)
5. If I Needed Someone
6. Something
7. Fish On the Sand (nur am 1. and 2. Dezember)
8. Love Comes to Everyone (nur am 1. Dezember)
9. What Is Life
10. Dark Horse
11. Piggies
12. Pretending (Jerry Lynn Williams)
gesungen von Eric Clapton
13. Old Love (Eric Clapton/Robert Cray)
gesungen von Eric Clapton
14. Badge (Eric Clapton/George Harrison)
gesungen von Eric Clapton
15. Wonderful Tonight (Eric Clapton)
gesungen von Eric Clapton
16. Got My Mind Set on You (Rudy Clark)
17. Cloud 9
18. Here Comes the Sun
19. My Sweet Lord
20. All Those Years Ago
21. Cheer Down (George Harrison/Tom Petty)
22. Devil's Radio
23. Isn’t It a Pity
24. While My Guitar Gently Weeps
25. Roll Over Beethoven

### Konzerte
| Datum                                                     | Stadt     | Land  | Auftrittsort                         |
| --------------------------------------------------------- | --------- | ----- | ------------------------------------ |
| 1. Dezember 1991 (wurde auf Audiobootleg veröffentlicht)  | Yokohama  | Japan | Yokohama Arena                       |
| 2. Dezember 1991 (wurde auf Audiobootleg veröffentlicht)  | Osaka     | Japan | Ōsaka-jō Hall                        |
| 3. Dezember 1991 (wurde auf Audiobootleg veröffentlicht)  | Osaka     | Japan | Ōsaka-jō Hall                        |
| 5. Dezember 1991 (wurde auf Audiobootleg veröffentlicht)  | Nagoya    | Japan | Nagoya International Exhibition Hall |
| 6. Dezember 1991 (wurde auf Audiobootleg veröffentlicht)  | Hiroshima | Japan | Hiroshima Sun Plaza                  |
| 9. Dezember 1991                                          | Fukuoka   | Japan | Fukuoka Kokusai Center               |
| 10. Dezember 1991 (wurde auf Audiobootleg veröffentlicht) | Osaka     | Japan | Osaka-jo Hall                        |
| 11. Dezember 1991                                         | Osaka     | Japan | Osaka-jo Hall                        |
| 12. Dezember 1991                                         | Osaka     | Japan | Osaka-jo Hall                        |
| 14. Dezember 1991                                         | Tokio     | Japan | Tokyo Dome                           |
| 15. Dezember 1991 (wurde auf Audiobootleg veröffentlicht) | Tokio     | Japan | Tokyo Dome                           |
| 17. Dezember 1991 (wurde auf Audiobootleg veröffentlicht) | Tokio     | Japan | Tokyo Dome                           |

## Natural Law Party-Konzert-1992

### Besetzung
- George Harrison – Gesang, E-Gitarre, Akustische Gitarre
- Andy Fairweather Low – Rhythmusgitarre, Hintergrundgesang
- Will Lee – E-Bass
- Chuck Leavell – Klavier, Hammondorgel, Keyboard, Hintergrundgesang
- Greg Phillinganes – Keyboard, Hintergrundgesang
- Steve Ferrone – Schlagzeug
- Ray Cooper – Perkussion, Schlagzeug
- Katie Kissoon – Hintergrundgesang
- Tessa Niles – Hintergrundgesang
- Ringo Starr – Schlagzeug (17,18)
- Gary Moore – E-Gitarre (17)
- Joe Walsh – E-Gitarre (18)
- Dhani Harrison – E-Gitarre (18)

### Erläuterungen
Am 6. April 1992 absolvierte Harrison in der Royal Albert Hall in London seinen ersten und letzten Solo-Liveauftritt in Europa, bei einem Konzert zugunsten der Natural Law Party, einer kleinen politischen Partei in Großbritannien. Die Probeaufnahmen fanden am 5. April in den Shepperton Studios in London statt. Das Konzert wurde als George's First UK Show Since Leaving The Beatles beworben. Bei diesem Auftritt wurde er im Wesentlichen von der Band begleitet, die ihn während der Japan-Tournee unterstützt hatte, wobei Eric Clapton durch Mike Campbell und Nathan East durch Will Lee ersetzt wurde. Ringo Starr spielte bei den beiden letzten Liedern Schlagzeug. Während des Konzerts wurden die gleichen Lieder wie bei der Japantournee ausschließlich If I Needed Someone und Devil’s Radio gespielt.

### Setliste
1. I Want to Tell You
2. Old Brown Shoe
3. Taxman
4. Give Me Love (Give Me Peace on Earth)
5. Something
6. What Is Life
7. Piggies
8. Got My Mind Set on You (Rudy Clark)
9. Cloud 9
10. Here Comes the Sun
11. My Sweet Lord
12. All Those Years Ago
13. Cheer Down (George Harrison/Tom Petty)
14. Isn’t It a Pity
15. Devil's Radio
16. While My Guitar Gently Weeps
mit Ringo Starr und Gary Moore
17. Roll Over Beethoven
mit Ringo Starr, Joe Walsh und Dhani Harrison

## Bob Dylan 30th Anniversary Celebration-1992
Am 16. Oktober 1992 hatte George Harrison seinen letzten Auftritt vor einem Konzertpublikum während der „Bob Dylan 30th Anniversary Celebration“ im Madison Square Garden in New York. George Harrison sang die Titel If Not for You, Absolutely Sweet Marie und teilweise My Back Pages. Das Livealbum erschien 1993 unter dem Titel Bob Dylan – The 30th Anniversary Concert Celebration.

## Weitere Auftritte
- George Harrison hatte Gastauftritte bei Konzerten von folgenden Künstlern: Eric Clapton (7. Dezember 1978 und 1. Mai 1990), Deep Purple (13. Dezember 1984), Tom Petty (17. Oktober 1987) und Gary Moore (5. Oktober 1990).[13]
- Am 21. Oktober 1985 war Harrison Gast bei Carl Perkins, der in den „Limehouse Television Studios“ in London das Konzert-Fernsehspecial Blue Suede Shoes: A Rockabilly Session with Carl Perkins and Friends aufnahm. Weitere Gastmusiker waren unter anderem Ringo Starr, Eric Clapton und Dave Edmunds.
- Am 19. Februar 1987 trat Harrison mit Bob Dylan, John Fogerty, Taj Mahal und Jesse Ed Davis im Palomino Club in Hollywood auf.[14]